# Cardroc
Cardroc (en bretó Kerdreg) és un municipi francès, situat a la regió de Bretanya, al departament d'Ille i Vilaine. L'any 2006 tenia 473 habitants.

## Demografia
| 1962                                       | 1968 | 1975 | 1982 | 1990 | 1999 |
| ------------------------------------------ | ---- | ---- | ---- | ---- | ---- |
| 366                                        | 402  | 351  | 332  | 376  | 400  |
| Des de 1962: població sense dobles comptes |      |      |      |      |      |

## Administració
| Període   | Identitat   | Partit |
| --------- | ----------- | ------ |
| 2001-2008 | Jean Thyard |        |
| 2008-     | Yves Mignot |        |